# Departament de San Pedro
El departament de San Pedro (en castellà i oficialment, Departamento de San Pedro) és un dels 17 departaments del Paraguai. El seu codi ISO 3166-2 és PY-2.

## Geografia
Situat al centre del país, el departament és limítrof:
- al nord, amb el departament de Concepción ;
- al nord-est, amb el departament d'Amambay ;
- a l'est, amb el departament de Canindeyú ;
- al sud-est, amb el departament de Caaguazú ;
- al sud-oest, amb el departament de la Cordillera ;
- a l'oest, amb el departament de Presidente Hayes.

## Subdivisions
El departament se subdivideix en 17 districtes:
1. Antequera
2. Capiibary
3. Choré
4. General Elizardo Aquino
5. General Isidoro Resquín
6. Guayaibí
7. Itacurubí del Rosario
8. Lima
9. Nueva Germania
10. San Estanislao
11. San Pablo
12. San Pedro de Ycuamandiyú
13. Tacuatí
14. Unión
15. Veinticinco de Diciembre
16. Villa del Rosario
17. Yataity del Norte